# Tipula effeta
Tipula effeta är en tvåvingeart som beskrevs av Alexander 1921. Tipula effeta ingår i släktet Tipula och familjen storharkrankar.
Artens utbredningsområde är Peru. Inga underarter finns listade i Catalogue of Life.